# Сузина
Сузина (серб. Сузина / Suzina) — село в общине Берковичи Республики Сербской Боснии и Герцеговины. Население составляет 146 человек по переписи 2013 года.